# Monocotiledonate
Monocotiledonatele (Monocotyledoneae sau Monocotiledonatae, Liliatae) sunt unul din cele două grupuri majore de plante cu flori (angiosperme) recunoscute tradițional, celălalt fiind dicotiledonatele. Monocotiledonatele au embrionul prevăzut cu un singur cotiledon, în contrast cu cele două cotiledoane ale dicotiledonatelor. Monocotiledonatele sunt recunoscute în diverse clasificări taxonomice, sub diferite nume (vezi mai jos). Sistemul APG III o recunoaște ca pe o încrengătură.
Conform IUCN există 59.300 de specii de monocotiledonate. Cea mai mare familie în acest grup (cât și din toate plantele floriscente) după numărul de specii este familia Orchidaceae, cu peste 20.000 de specii. În agricultură majoritatea biomaselor produse provin de la monocotiledonate. Iarba comună, familia Poaceae (Gramineae), este cea mai importantă familie din acest grup din punct de vedere economic. Aceasta include toate grânele (orez, grâu, porumb, etc.), ierburile de pășune, trestia de zahăr, și bambusul. Ierburile produc flori mult mai mici, care sunt adunate în penaje foarte vizibile (inflorescențe). Alte monocotiledonate importante economic sunt familia palmierilor (Arecaceae), familia bananelor (Musaceae), familia ghimbirului (Zingiberaceae) și familia Amaryllis (Amaryllidaceae), care include legumele utilizate omniprezent ceapa și usturoiul.
Multe plante cultivate pentru florile lor, de asemenea, sunt din grupul monocotiledonatelor, cele mai renumite fiind Lilium, narcisă, iris, amaryllis, orhidee, cannas, bluebells și lalelele.

## Caracteristici

### Liliaceae
- Rădăcina: firoasă
- Tulpina: bulb
- Frunza: nervuri paralele, nu au pețiol.
- Floarea: tip 3, globulară
- Fructul: capsulă, baca
- Rude: laleaua, ceapa, usturoiul, lăcrămioara, crin, narcisa.

### Cereale

#### Grâu
- Rădăcina: firoasă
- Tulpina: ierboasă
- Frunze: fără pețiol
- Floarea: spic (nu prezintă caliciu/corolă)
- Fructul: uscat, cariopsa
- Rude: grâul, ovăz, orez, orz, secară.

#### Porumb
- Rădăcina: firoasă
- Tulpina: ierboasă
- Frunze: fără pețiol și cu o teacă bine dezvoltată
- Floarea: unisexuată
- Fructul: uscat; cariopsa
- Rude: papură, stuf, trestia de zahăr.